# Zélim Perret
Pour les articles homonymes, voir Perret.
Zélim Perret est né le 29 juillet 1823 à La Chaux-de-Fonds et décédé le 22 décembre 1889 dans la même ville, horloger et homme politique suisse.

## Biographie
Zélim Perret est le fils de Daniel Henri, un horloger qui a été actif lors de la Révolution républicaine ratée de 1831, et d'Émilie Quartier. Il apprend le même métier que son père et hérite de l'entreprise familiale. Il émigre à Berlin, mais ne peut y rester en raison de ses opinions républicaines. Il revient alors dans sa ville natale et, après avoir à nouveau travaillé comme horloger, ouvre une banque qui porte son nom en 1864,. Il siège également au conseil d'administration de la Compagnie du Jura industriel et est directeur de l'hôpital de La Chaux-de-Fonds.
Parallèlement, il est élu au Grand Conseil du canton de Neuchâtel en 1860 où il reste jusqu'en 1862. Trois ans plus tard, il entre au Conseil municipal et au Conseil général de La Chaux-de-Fonds. Il reste trois ans dans le premier et 34 ans dans le second. En 1868, il retourne au Grand Conseil où il siège cette fois jusqu'en 1883. Il effectue également deux législatures comme Conseiller national, de 1869 à 1875,.
À l'armée, il a le grade de major et commande la place d'armes de La Chaux-de-Fonds en 1870-1871. Pendant la guerre franco-prussienne de 1870, il est à la tête des compagnies de montagne du bataillon 115 de réserve et est responsable de la sécurité des postes frontières. Jusqu'en 1887, il reste chargé de l'organisation du Landsturm.